# 1859 en France
Chronologie de la France
- 1855
- 1856
- 1857
- 1858
- 1859
- 1860
- 1861
- 1862
- 1863

Cette page concerne l'année 1859 du calendrier grégorien.

## Événements
- 1er janvier : incident avec l'ambassadeur d'Autriche en France, Joseph Alexander von Hübner, lors de la réception du corps diplomatique. Napoléon III lui dit : « Je regrette que nos relations avec votre gouvernement ne soient plus aussi bonnes que par le passé... »[1].
- 6 janvier : Napoléon-Jérôme Bonaparte invite le gouverneur de La Réunion au recrutement de travailleurs sur les côtes orientales d'Afrique et de Madagascar[2]. Les négriers continuent de pratiquer la traite des esclaves sur la côte du Mozambique malgré son abolition par le gouvernement français en 1848. Ils recrutent en nombre des « travailleurs libres avec contrat d’émigration de cinq ans », main-d’œuvre gratuite destinée aux plantations des Mascareignes et des Comores.
- 30 janvier : mariage à Turin de Napoléon-Jérôme Bonaparte avec Marie-Clotilde de Savoie[3].
- 1er février, chemin de fer : achèvement de la ligne du Mans à Mézidon avec l'ouverture de la section Argentan – Mézidon[4].

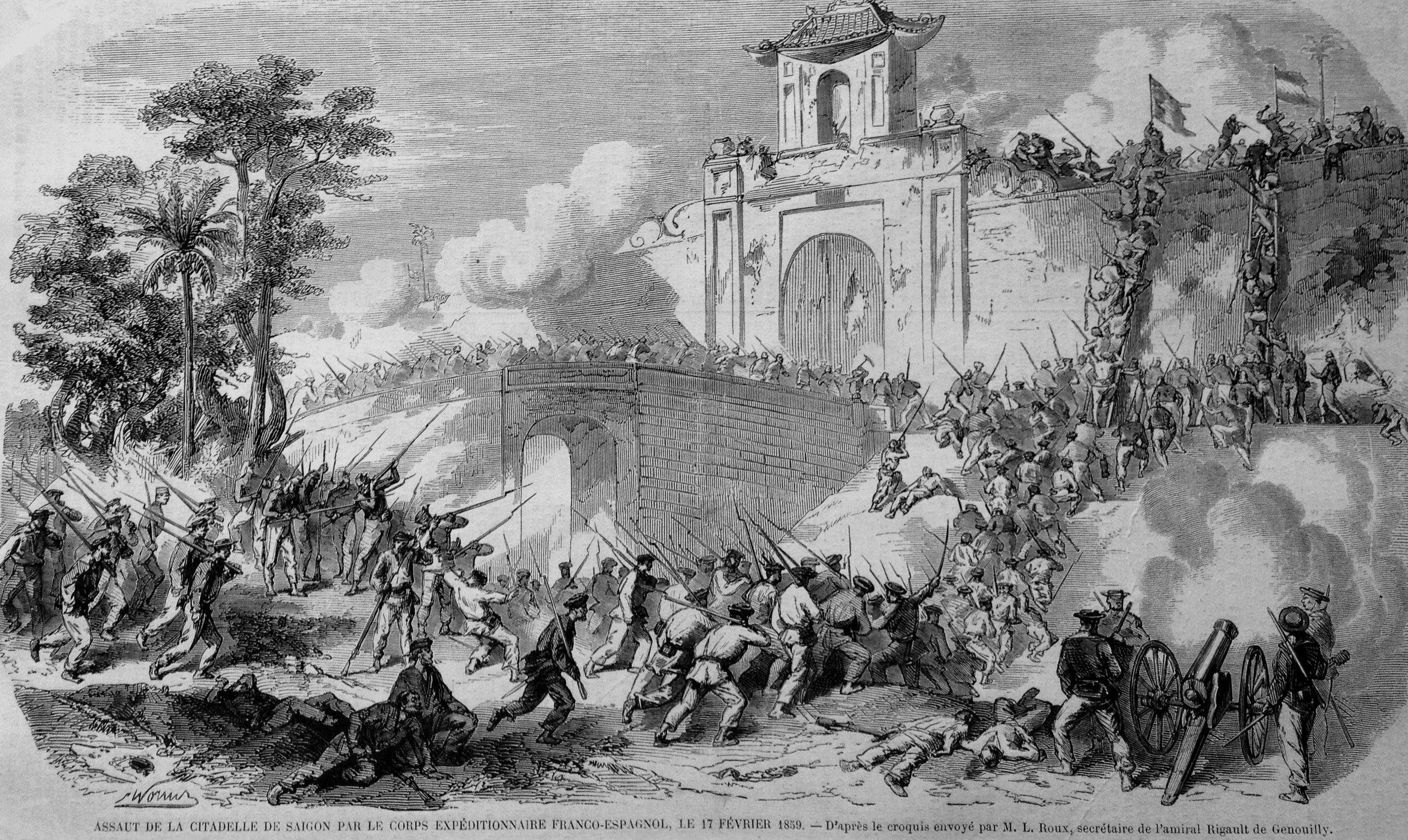
Capture de Saïgon. Dessin issu du journal L'Illustration du 23 avril 1859.

- 18 février, campagne de Cochinchine : l’armée française occupe la ville de Saïgon pour faire pression sur l’empereur d’Annam après le meurtre de plusieurs missionnaires chrétiens européens[5]. Début de l’installation française en Cochinchine. L’amiral Rigault de Genouilly, après avoir bombardé Tourane en 1858, s’installe dans une grande partie de la Cochinchine et prend le port de Saïgon, indispensable au ravitaillement de Hué.
- 24 mars : Napoléon-Jérôme Bonaparte est remplacé à la tête du ministère de l’Algérie et des Colonies par le comte de Chasseloup-Laubat[6] qui dote l’Algérie d’une importante infrastructure (installation portuaire d’Alger, d’Oran, de Philippeville, construction de routes, de chemins de fer, câble télégraphique Alger-Toulon, etc.)[7].
- 6 avril: décret autorisant la création des abattoirs de la Villette[8].
- 23 avril : l'Autriche adresse un ultimatum au Piémont qui lui ordonne de désarmer son armée sous trois jours[9].
- 24 avril : l'empereur Napoléon III décide la formation de l'armée des Alpes, vite rebaptisée armée d'Italie et en prend le commandement en chef. Le maréchal Randon est nommé major général, le général Regnaud de Saint-Jean d'Angély prend le commandement de la garde impériale, le maréchal et comte Achille Baraguey d'Hilliers celui du 1er corps d'armée, le général de Mac Mahon du 2e, le général de Canrobert du 3e, le général Niel du 4e ; le général Le Bœuf reçoit le commandement en chef de l'artillerie[10].
- 25 avril : début du percement du canal de Suez par Ferdinand de Lesseps (fin en 1869)[11]. Le régime impérial appuie le projet.
- Avril : début de la construction de l'aile gauche du familistère de Guise par l'industriel Jean-Baptiste André Godin pour l'hébergement de ses ouvriers[12].
- 1er mai :
  - Henri Duveyrier part de Paris pour une expédition auprès des Touaregs (1859-1860)[13].
  - le maréchal Pélissier reçoit le commandement d'une armée d'observation à Nancy[10].

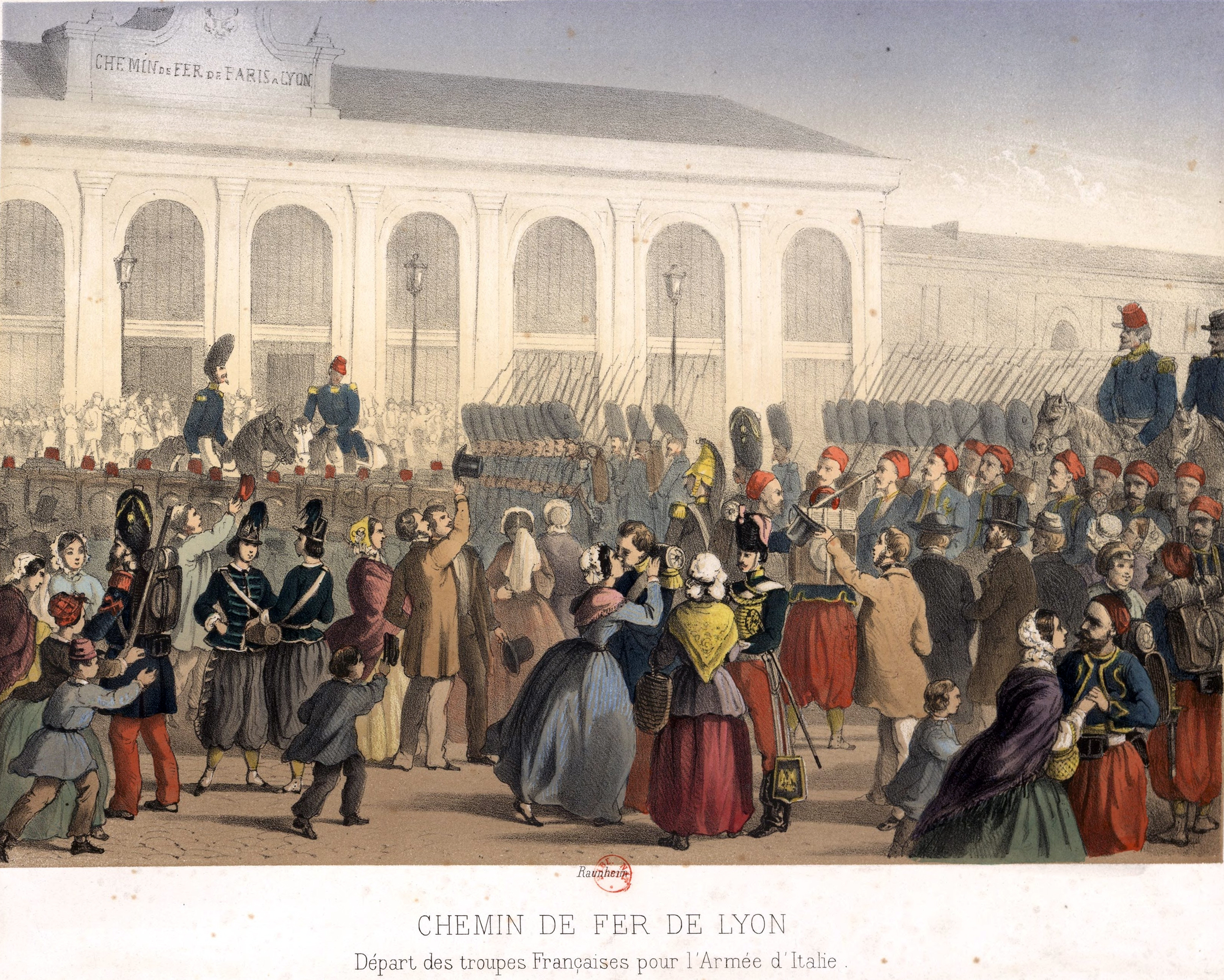
Chemin de fer de Lyon. Départ des troupes françaises pour l'Armée d'Italie..

- 3 mai : déclaration de guerre à l'Autriche. Début de la Campagne d'Italie[14].
- 5 mai : remaniement ministériel. Delangle est nommé ministre de la Justice ; Casanova, duc de Padoue (1814-1888), ministre de l'Intérieur, le maréchal Randon, ministre secrétaire d'État à la Guerre, en remplacement du maréchal Vaillant (jusqu'en 1867)[15].
- 7 mai : création de la Société générale de Crédit industriel et commercial[16].
- 10 mai : l'empereur quitte Paris et s'embarque à Marseille le lendemain pour se mettre à la tête de l'armée d'Italie[10].
- 18 mai : victoire française décisive sur les Sérères du royaume du Sine à la bataille de Logandème (Fatick)[17].
- 4 juin : victoire de Magenta sur les Autrichiens[14].
- 11 juin : loi qui approuve les conventions passées avec les compagnies de chemin de fer[18] ; à l’inspiration du duc de Morny, les lignes concédées sont réparties en six grandes compagnies (Paris-Lyon-Méditerranée, Orléans, Midi, Est, Ouest et Nord).

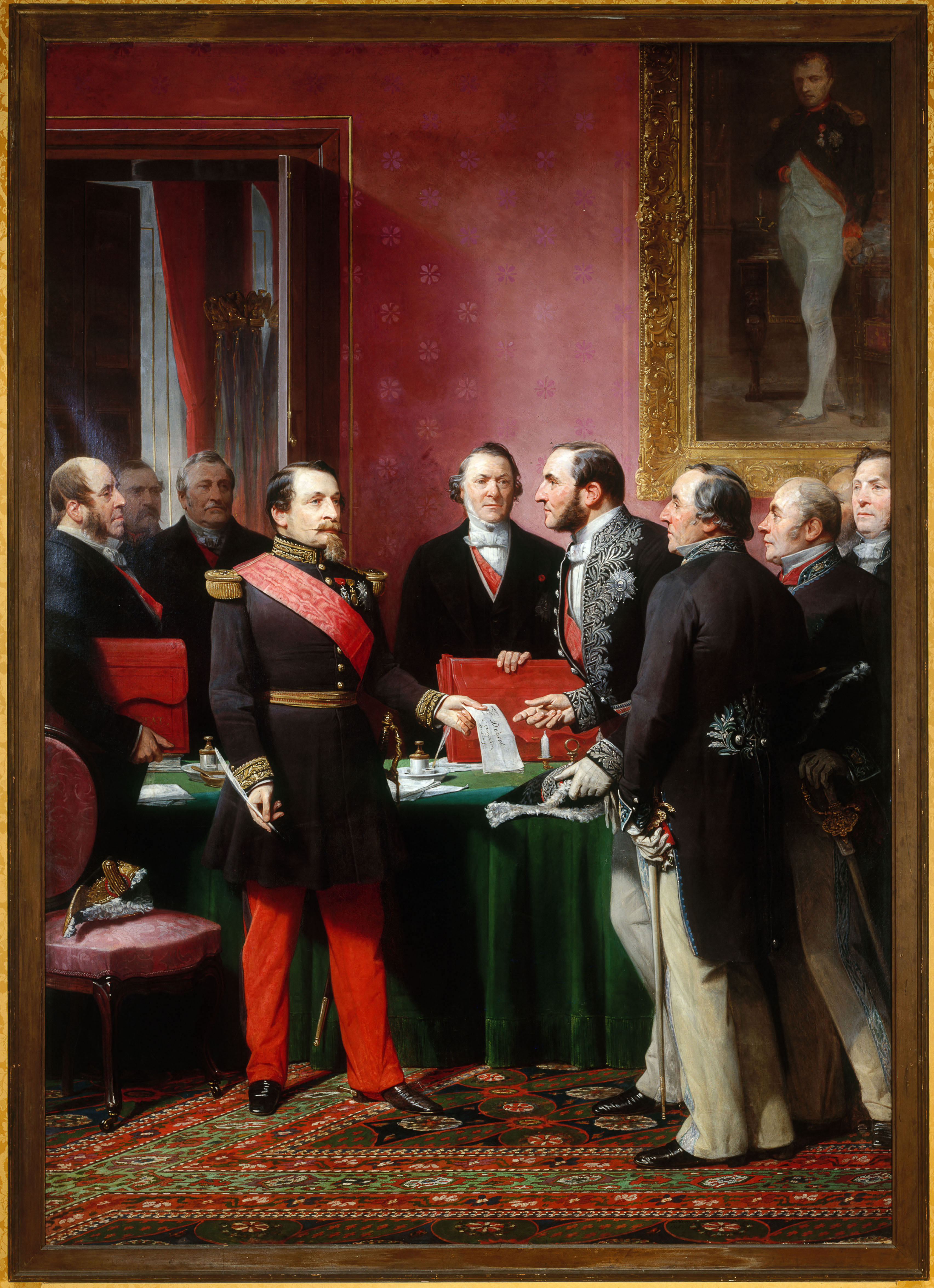
Haussmann présente à l'Empereur le plan d'annexion des Communes. Adolphe Yvon, 1865.

- 16 juin : loi d'extension de Paris jusqu'à l'enceinte de Thiers, qui met fin aux anciens arrondissements de Paris[19] (applicable le 1er janvier 1860.

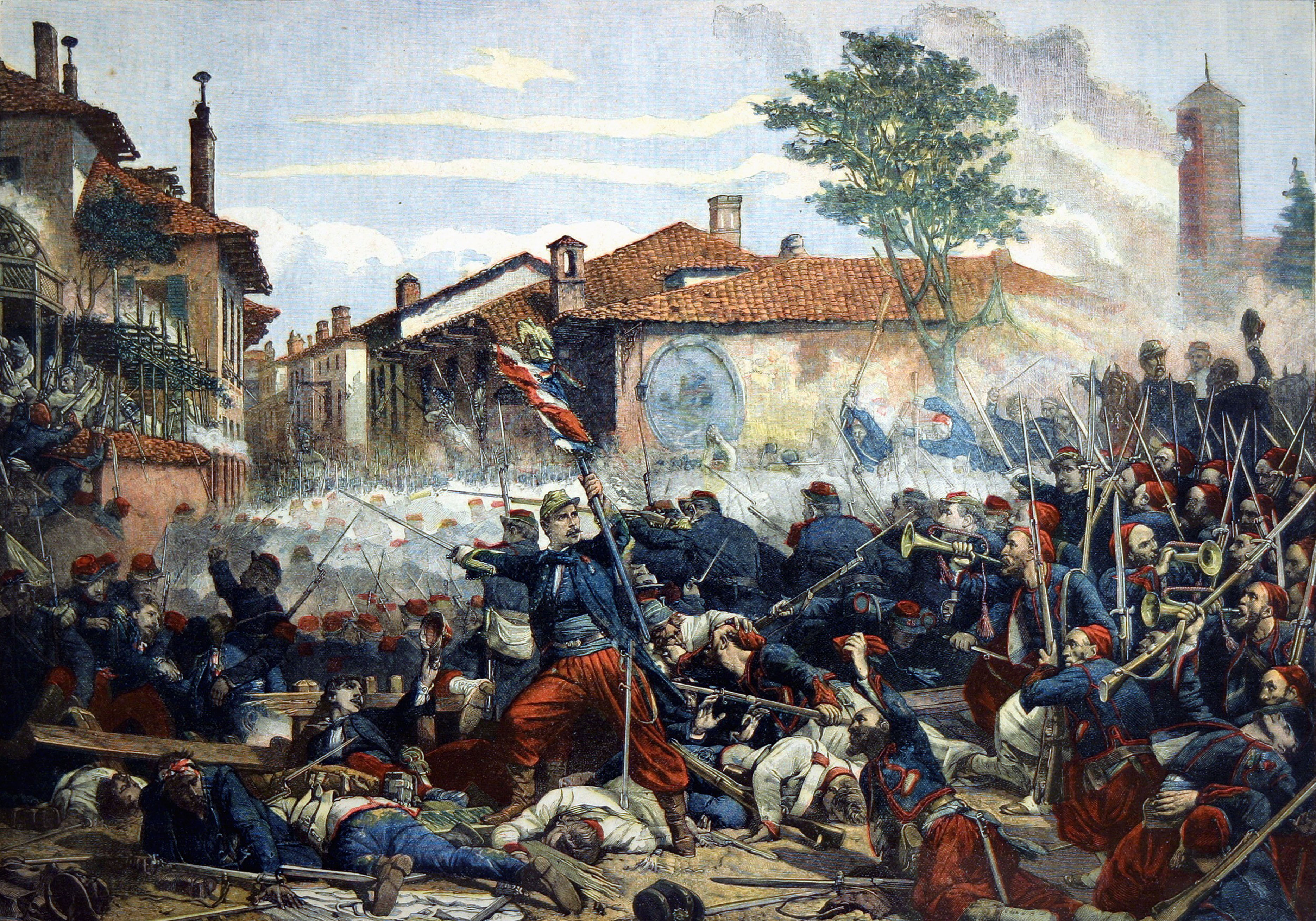
La légion étrangère et les Zouaves à Solférino.

- 24 juin : victoire de Solférino sur les Autrichiens[14].
- 25-28 juin : une nouvelle offensive franco-britannique sur Tianjin, en Chine, échoue devant les forts de Dagu[20].
- 30 juin : le funambule français Charles Blondin traverse les chutes du Niagara sur un câble de 400 m en fibres de chanvre. Les jours suivants, il traversera à nouveau 17 fois les chutes[21].
- 12 juillet : armistice de Villafranca, qui maintient la présence autrichienne en Italie[14].

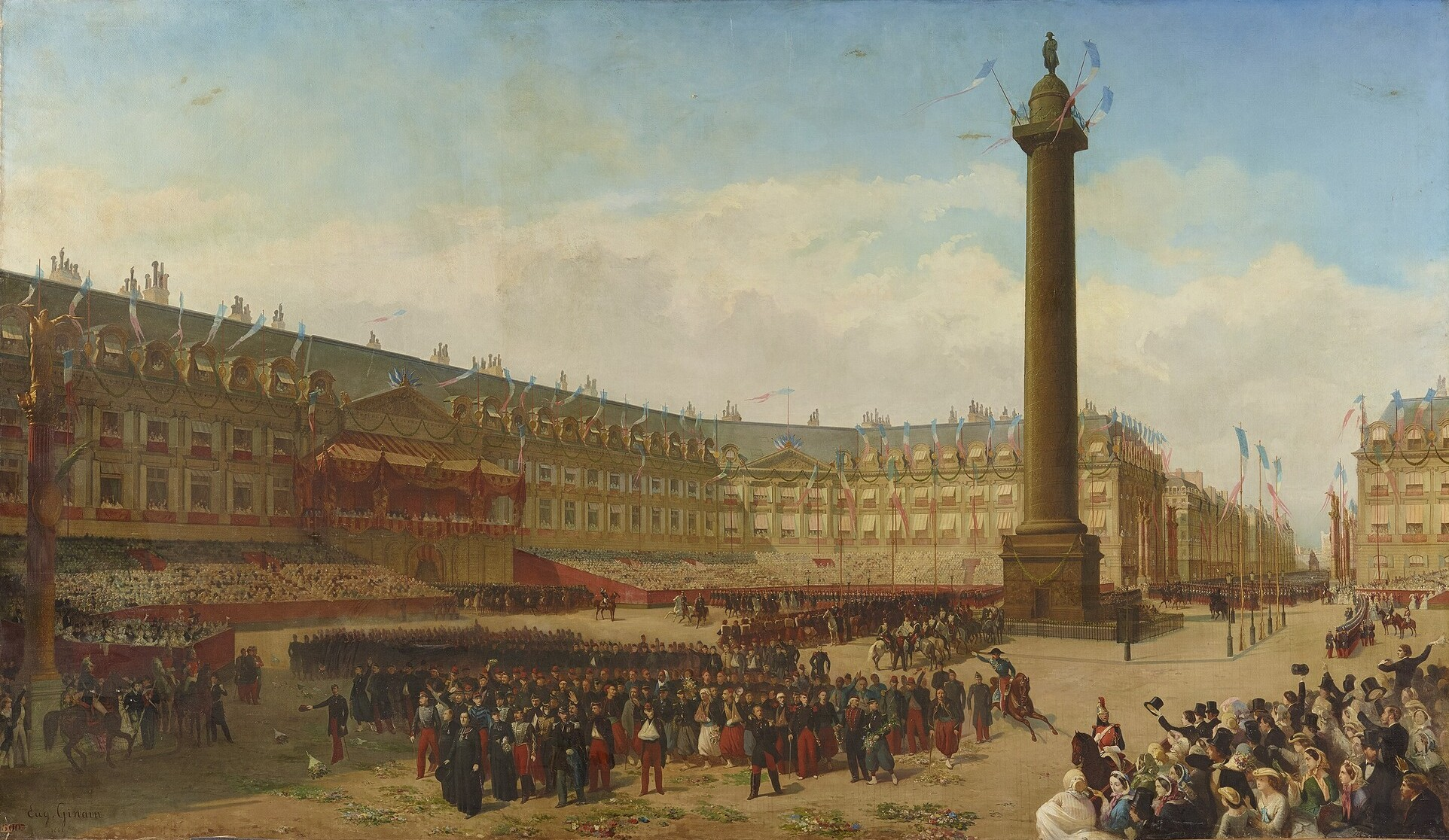
Rentrée triomphale à Paris de l'armée d'Italie, 14 août 1859. Louis-Eugène Ginain, 1861.

- 14 août : de retour d'Italie, les troupes françaises défilent à Paris sous les applaudissements populaires ; les festivités continuent le 15 août pour la fête nationale[22].
- 16 août : pour célébrer sa victoire en Italie, Napoléon III signe une amnistie générale des prisonniers politiques, dont Blanqui, enfermé depuis 1851. Victor Hugo, Proudhon, Quinet, Schœlcher refusent d'en profiter[23].
- 25 août, chemin de fer : ouverture de la section Mont-de-Marsan-Riscle de la ligne de Mont-de-Marsan à Tarbes (compagnie du Midi)[24].
- 31 août-1er septembre : incursion des tribus marocaines des Angades et des Maïa à Sidi Zaher près de Lalla-Maghnia en territoire algérien[25]. Le 22 octobre, un corps expéditionnaire français franchit la frontière marocaine et, en vertu du droit de suite accordé à la France, poursuit les Béni-Snassen au-delà de la plaine de l'Angad (5 novembre)[26].
- 22 septembre, chemin de fer : mise en service de la ligne de Vincennes entre la gare de la Bastille et la gare de La Varenne - Chennevières[24].
- 24-26 octobre : tempête sur les côtes de l’Atlantique et de la Manche[27].
- 1er octobre : règlement sur les concessions de terre en Nouvelle-Calédonie ; créations des premières réserves pour les « terrains reconnus nécessaires pour les besoins des indigènes »[28].
- 27 octobre - 5 novembre : défaites des tribus marocaines qui ont attaqué les positions françaises en Algérie[26].

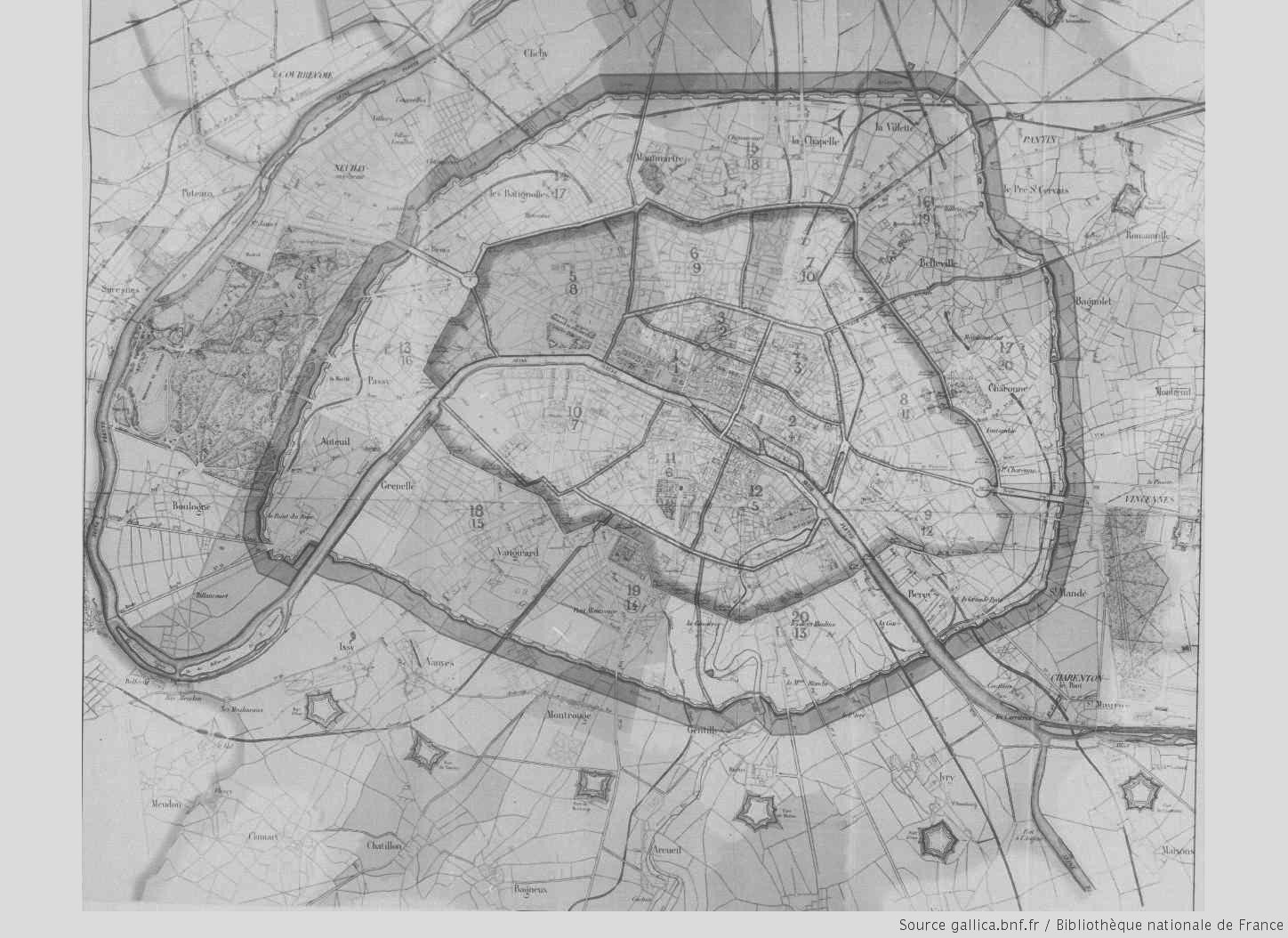
Documents relatifs à l'extension des limites de Paris.

- 31 octobre : décret qui fixe les dénominations des vingt arrondissements de Paris[29]. Les onze communes périphériques de Paris sont annexées au territoire parisien.
- 1er novembre :
  - le vice-amiral Rigault de Genouilly quitte son commandement en Annam et le contre-amiral Page le remplace[30].
  - chemin de fer : ouverture d'un embranchement de la ligne du Mans à Mézidon entre Coulibœuf et Falaise[24].
- 10 novembre : traité de Zurich avec l'Autriche mettant fin à la guerre d'Italie. Le Piémont annexe la Lombardie[31].
- 24 novembre : lancement à Toulon de la Gloire, premier bâtiment de guerre cuirassé de haute mer[32].
- 12 décembre : première parution du journal lyonnais Le Progrès, journal républicain[33].